# 7food network
7food red fue un efímero canal de televisión australiano propiedad de Seven Network que puso en marcha el 1 de diciembre de 2018. El canal marcado el inicio del nuevo contrato de siete con Descubrimiento, Inc., inmediatamente después del final de Acuerdo anterior de SBS con Discovery que vio la creación de SBS Food (anteriormente Food Network) en 2015. El canal era un híbrido de Seven Network y American Food Network, y presentaba programas sobre comida y cocina de todo el mundo.
El canal dejó de transmitir el 28 de diciembre de 2019 después de obtener calificaciones más bajas de lo esperado, y finalmente fue reemplazado por una transmisión simultánea en HD de 7mate el 16 de enero de 2020.

## Historia
El 27 de septiembre de 2018, SBS anunció que no renovaría su contrato de licencia y programación de marca con Discovery Inc. que finaliza el 17 de noviembre de 2018. Su versión del canal Food Network cambiaría el nombre a SBS Food, y volvería a centrarse en la programación culinaria nacional australiana en lugar de La creciente dirección de American Food Network hacia la telerrealidad centrada en la comida y la programación de la competencia. Posteriormente, el 26 de octubre de 2018, Seven anunció que había firmado su propio acuerdo con Discovery Inc. para llevar una nueva versión nacional de Food Network que se lanzaría en diciembre de 2018 en el canal 74. Tendría un formato similar a la versión de SBS, mostrando una mezcla de programas de cocina de producción local (incluidos programas basados en la realidad, como My Kitchen Rules) y programas de cocina estadounidense producidos por Scripps.
El 29 de octubre de 2018, Seven declaró que esperaban buenas calificaciones para el canal y también anunció la transmisión de versiones internacionales de programas como My Kitchen Rules. El 2 de noviembre de 2018, el canal se activó, luego apareció una tarjeta de 'próximamente' el 6 de noviembre, antes de que apareciera un bucle promocional el 27 de noviembre. El 1 de diciembre de 2018, el canal se lanzó a las 6:00 a. m. con Guy's Grocery Games.
El 24 de octubre de 2019, se anunció que el canal se cerraría después de obtener calificaciones decepcionantes.  El canal cambió a una transmisión en HD de 7mate el 28 de diciembre de 2019. El contenido de American Food Network continuó transmitiéndose como parte de los horarios de 7two y 7flix hasta el 1 de diciembre de 2020.

## Programación
El canal transmitió productos importados de Food Network, incluidos Guy's Grocery Games, Food Network Star, Chopped, Restaurant: Impossible, Diners, Drive-Ins and Dives, Cutthroat Kitchen, Iron Chef America, Best Baker in America, Spring Baking Championship, Kids Baking Championship y Ridiculous Cakes, así como programas de producción local que se emitieron originalmente en la cadena Seven, incluidos My Kitchen Rules, Better Homes and Gardens, Zumbo's Just Desserts, Fast Ed's Fast Food, Anh Does Vietnam, My France with Manu, Around the World with Manu, Manu's American Road Trip, My Ireland with Colin y Aussie Barbecue Heroes 

## Disponibilidad
La red 7food estaba disponible en digital de definición estándar en las áreas metropolitanas y la región de Queensland a través de las estaciones propiedad y operadas de Seven Network, incluidas ATN Sídney, HSV Melbourne, BTQ Brisbane, SAS Adelaida, TVW Perth y STQ Queensland. Filiales regionales Prime7/GWN7 , SCA Seven y WIN Television y televisión de pago Foxtel no recibieron el canal, ni anunciaron ninguna intención de llevar la 7food network.